# Слоун-сквер (станція метро)
51°29′33″ пн. ш. 0°09′24″ зх. д. / 51.4925° пн. ш. 0.1566° зх. д.

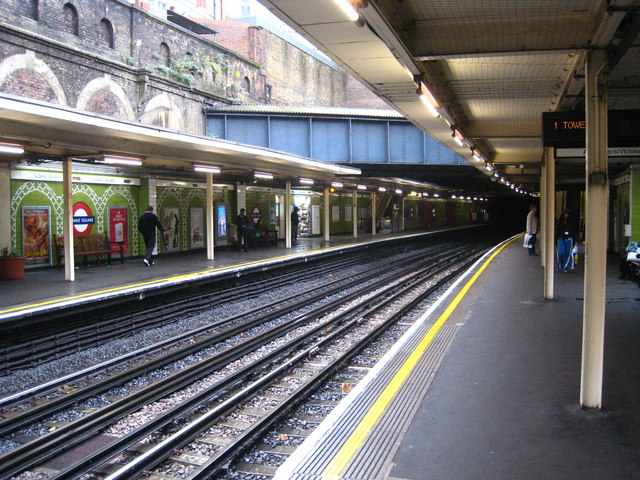
Платформи станції Слоун-сквер

Слоун-сквер (англ. Sloane Square) — станція Лондонського метро, обслуговує лінії Дистрикт та Кільцева. Розташована  у 1-й тарифній зоні, біля Слоун-сквер, у Челсіі, між станціями Вікторія та Саут-Кенсінгтон. Пасажирообіг на 2017 рік — 17.23  млн. осіб

## Історія
- 24 грудня 1868 — відкриття станції у складі District Railway (DR, сьогоденна Дистрикт), як складової Внутрішнього кільця
- 1 лютого 1872 — відкриття Зовнішнього кільця
- 1 серпня 1872 — відкриття Середнього кільця
- 30 червня 1900 — закриття руху  «Середнього кільця» між Ерлс-Корт та Меншн-хаус
- 31 грудня 1908 — закриття руху «Зовнішнього кільця»
- 1949 — Внутрішнє кільце перейменовано на Кільцеву лінію

## Пересадки
На автобуси оператора London Buses маршрутів 11, 19, 22, 137, 211, 319, 360, 452, C1  та нічних маршрутів N11, N19, N22, N137.

## Послуги
| Попередня станція | Лінія                           | Лінія                           | Лінія | Наступна станція |
| ----------------- | ------------------------------- | ------------------------------- | ----- | ---------------- |
| Саут-Кенсінгтон   |                                 | Лондонське метро Кільцева лінія |       | Лондон-Вікторія  |
| Саут-Кенсінгтон   | Лондонське метро Лінія Дистрикт |                                 |       | Лондон-Вікторія  |